# (39748) Guccini
(39748) Guccini es un asteroide perteneciente al cinturón de asteroides, descubierto el 28 de enero de 1997 por Luciano Tesi y el también astrónomo Gabriele Cattani desde el Observatorio Astronómico de las Montañas de Pistoia, Toscana, Italia.

## Designación y nombre
Designado provisionalmente como 1997 BJ3. Fue nombrado Guccini en honor al cantante italiano Francesco Guccini muy famoso por sus canciones folk.

## Características orbitales
Guccini está situado a una distancia media del Sol de 2,577 ua, pudiendo alejarse hasta 3,042 ua y acercarse hasta 2,113 ua. Su excentricidad es 0,180 y la inclinación orbital 10,80 grados. Emplea 1511 días en completar una órbita alrededor del Sol.

## Características físicas
La magnitud absoluta de Guccini es 15. Tiene 3,879 km de diámetro y su albedo se estima en 0,068.